# Бешуля Свирид Єрофійович
Свири́д (Спиридон) Єрофі́йович Бешу́ля (нар. 25 грудня 1907, село Улакли  тепер Великоновосілківського району Донецької області — 18 червня 1979, Донецька область) — новатор сільськогосподарського виробництва, голова колгоспу «Жовтень» Мар'їнського району Сталінської області, персональний пенсіонер союзного значення. Двічі Герой Соціалістичної Праці (1950 і 1958).

## Життєпис
Народився в селі Улакли (тепер Великоновосілківського району) в родині селянина-бідняка. Трудову діяльність розпочав у 1920 році, займався хліборобством у рідному селі.
З 1929 по 1931 рік служив у Червоній армії.
Член ВКП(б) з 1931 року.
З 1931 року працював на підприємствах металургійної і вугільної промисловості Донбасу.
Після закінчення радпартшколи в місті Артемівську (1935) очолював партійну організацію у колгоспі «Червоний трудовик» Мар'їнського району Донецької (Сталінської) області.
У 1937—1941 роках — голова колгоспу «Трудова» Мар'їнського району Сталінської області.
Під час німецько-радянської війни з 1941 року перебував у евакуації. Працював у колгоспі «Красное знамя» Глибокинського району Ростовської області; працював головою Глибокинської селищної ради Ростовської області.
У 1942—1943 роках — у Червоній армії: служив у складі 126-ї дивізії 5-ї ударної армії IV-го Українського фронту.
З 1943 по 1969 рік працював головою колгоспу «Жовтень» Мар'їнського району Сталінської області, який став одним з найпередовіших в Українській РСР господарством.
Потім — персональний пенсіонер союзного значення.

## Відзнаки і нагороди
Нагороджений трьома орденами Леніна, двома орденами Трудового Червоного Прапора, медалями. Відзначений великою і малою золотими медалями Всесоюзної сільськогосподарської виставки.